# 里弗福爾斯鎮區 (明尼蘇達州彭寧頓縣)
里弗福爾斯鎮區（英語：River Falls Township）是位於美國明尼蘇達州彭寧頓縣的一個行政鎮區。

## 地方資料
里弗福爾斯鎮區的面積為58.77平方千米，當中陸地面積為58.68平方千米，而水域面積為0.09平方千米。根據2020年美國人口普查的數據，當地共有人口191人，而人口密度為每平方千米3.25人。